# شانون بهرکه
شانون بهرکه (انگلیسی: Shannon Bahrke؛ زادهٔ ۷ نوامبر ۱۹۸۰)از برندگان مدال‌های بازی‌های المپیک زمستانی اهل ایالات متحده آمریکا است.